# 九原県 (バヤンノール市)
九原県（きゅうげん-けん）は中華人民共和国内モンゴル自治区にかつて存在した県。現在のバヤンノール市ウラド前旗北西部に相当する。
585年（開皇5年）、隋朝により設置された。隋末に廃止されたが、653年（永徽4年）、唐朝により再設置された。五代の後梁に廃止された。
また秦代により設置され九原郡の郡治とされた九原県も同地に設置されたとする節も存在している。